# Breinigerberg

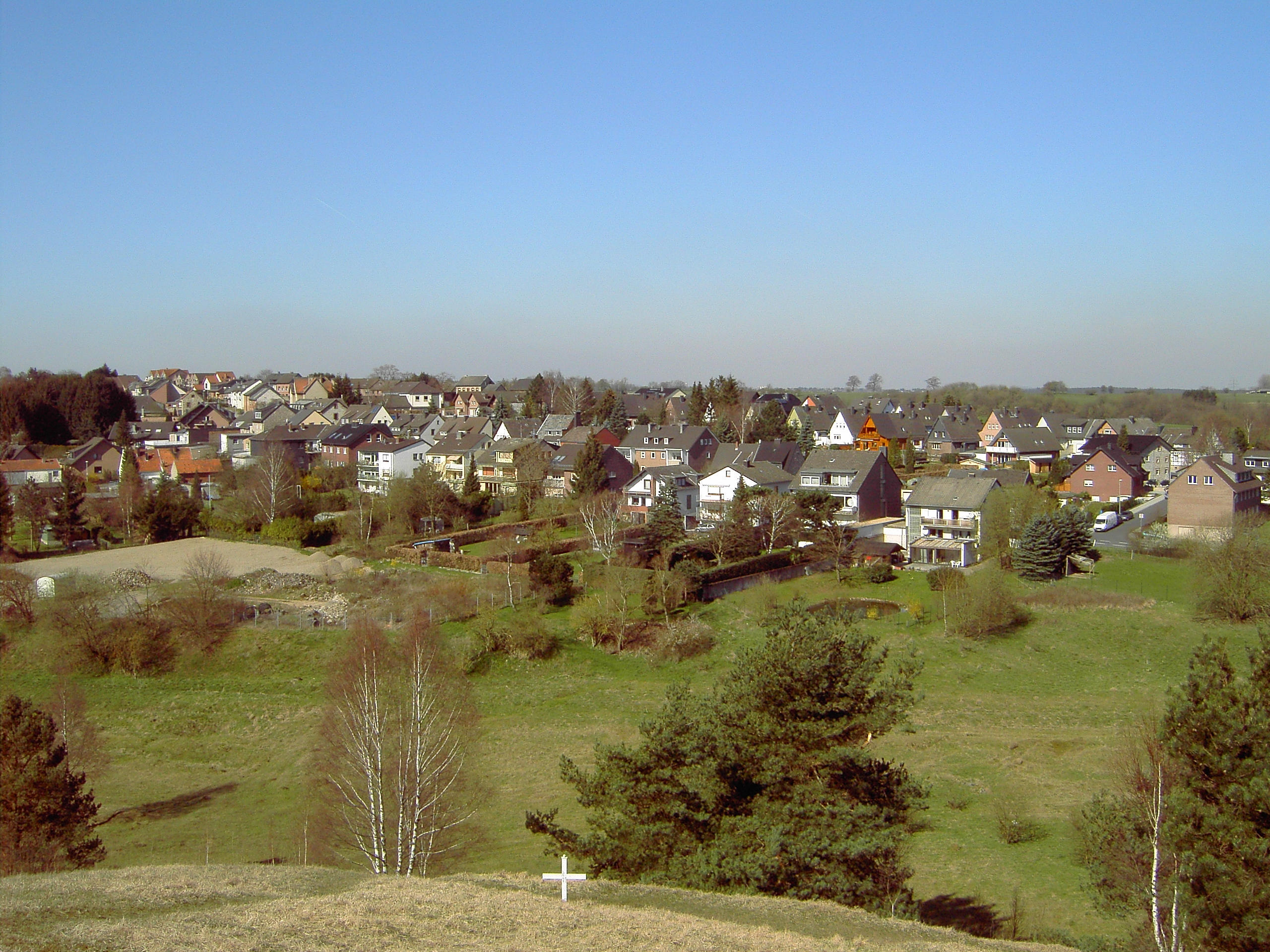
Breinigerberg

Breinigerberg é um povoado da Alemanha localizado no distrito de Aachen, região administrativa de Köln, estado de Renânia do Norte-Vestfália.
O povoado de Breinigerberg conta com 971 habitantes (31 de dezembro de 2005).